# Sitobion pseudoalupecuri
Sitobion pseudoalupecuri är en insektsart. Sitobion pseudoalupecuri ingår i släktet Sitobion och familjen långrörsbladlöss. Inga underarter finns listade i Catalogue of Life.